# Post-rock
Genres associés
Rock alternatif, post-metal, néofolk
Le post-rock est un sous-genre musical du rock à tendance expérimentale et qui intègre des caractéristiques inspirées du rock alternatif, de l'art rock et de la musique électronique.
Le terme « post-rock » est expliqué pour la première fois par Simon Reynolds dans l'édition de mai 1994 du magazine The Wire pour décrire le son de certains groupes de rock qui utilisent l'instrumentation typique du rock, mais qui incorporent des rythmes, des harmonies, des mélodies, et des progressions harmoniques qui ne se trouvent pas dans la tradition du rock. La majorité de ces groupes créent de la musique purement instrumentale,,. Malgré cela, beaucoup insistent sur le fait que le terme n'est pas adapté. Par exemple, le terme est utilisé pour décrire la musique de Tortoise et celle de Mogwai, deux groupes qui ont peu en commun (mis à part le fait qu'ils sont des groupes instrumentaux). 

## Histoire

### Précurseurs
Le post-rock semble être largement inspiré par le groupe américain des années 1960 The Velvet Underground et sa « dronologie » — « un terme qui convient pour définir à peu près la moitié de l'activité post-rock d'aujourd'hui. » Le groupe britannique Public Image Ltd (PiL) est également pionnier du genre comme l'explique NME. Une année avant la sortie de Metal Box, le bassiste de PiL, Jah Wobble, déclare le rock « obsolète ».

### Années 1990

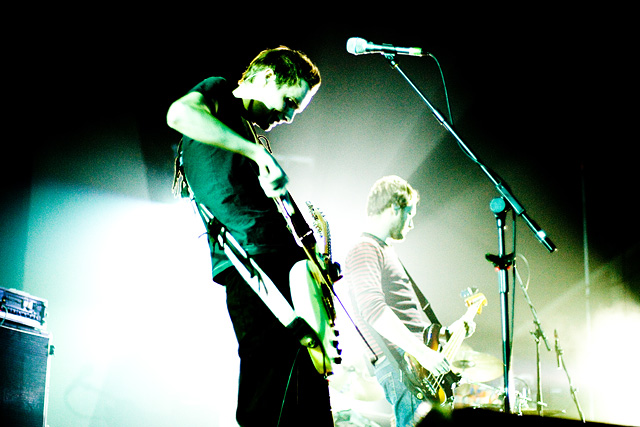
Sigur Rós, lors d'un concert à Reykjavik en 2005.

Des groupes des années 1990 comme Slint ou Talk Talk sont plus tard reconnus pour avoir inspiré le post-rock. Spiderland (1991) de Slint et Spirit of Eden (1988) de Talk Talk sont cités dans la naissance du post-rock. Malgré le fait que ces deux groupes soient différents  — Talk Talk ayant émergé du art rock et de la new wave, Slint du post-hardcore et du math rock — ils sont cités pour avoir durablement inspiré le post-rock pendant les années 1990.
Le terme « post-rock » est forgé par le critique musical Simon Reynolds dans un article sur l'album Hex de Bark Psychosis dans la revue Mojo en mars 1994,. Reynolds développe ce concept dans l'édition mai 1994 du magazine The Wire. Dans un blog de juillet 2005, Reynolds affirma qu'il avait utilisé le terme « post-rock » avant de l'avoir publié dans Mojo, dans Melody Maker. Il affirme également que le terme n'était pas entièrement de sa création, étant donné qu'il est utilisé par James Wolcott dans un article sur Todd Rundgren en 1979. Le terme « post-rock » est à l'origine utilisé pour décrire la musique de groupes comme Cul de Sac, Stereolab, Laika, Disco Inferno, Moonshake, Seefeel, Bark Psychosis, ou encore Pram, bien que le terme soit également utilisé pour décrire une variété de musique créée avant 1994, influencée par le jazz, le krautrock et la musique électronique,. Les labels majeurs sont, pour la Grande-Bretagne, Too pure, Warp, Domino, Flying Nun (Nouvelle-Zélande) ou encore, pour l'Amérique du Nord, Kranky (Chicago) et Constellation records (Montréal). 
Parmi les groupes ayant influencé le mouvement, Talk Talk était à l'origine un groupe de synthpop appartenant au mouvement New Romantic, mais qui, à partir de son troisième album, évolue dans une direction complètement différente, et présente un son minimaliste inspiré par le jazz et l'ambient, avec des chansons plus longues et atmosphériques. 

### Années 2000 et 2010
Au début des années 2000, le terme commence à tomber en désuétude et devient de plus en plus contesté, de nombreux critiques condamnant ouvertement son utilisation,. Certains groupes souvent associés au terme, comme Tortoise, et Mogwai, refusent d'y être associés.
Malgré la polémique que provoque le terme, le post-rock reste toujours autant populaire. Sigur Rós, avec la sortie de Ágætis Byrjun en 1999, devient l'un des groupes post-rock des années 2000 les plus connus. Cela est sûrement dû au fait que leur single Hoppípolla, sorti en 2005, ait été utilisé dans plusieurs films et séries télévisées comme Planet Earth. Explosions in the Sky, This Will Destroy You, Do Make Say Think, God Is an Astronaut, Mono, Godspeed You! Black Emperor sont quelques célèbres groupes post-rock du nouveau millénaire.

## Caractéristiques
La musique post-rock incorpore les caractéristiques d'une variété de genres musicaux comme le post-punk, le rock progressif, le space rock, l'ambient, le dub, l'electronica et l'expérimental, et de quelques variétés de jazz incluant cool jazz, avant-garde jazz et free jazz,. Les groupes de post-rock sont également inspirés du krautrock des années 1970, en particulier les éléments de « motorik », le rythme caractéristique au krautrock,,,.
Les compositions post-rock sont similaires à la musique de Steve Reich, Philip Glass et Brian Eno, pionniers du minimalisme. Les morceaux de post-rock sont longs et instrumentaux, composés de timbres, d'une dynamique et de textures répétitives. Il n'y a souvent aucun morceau vocal dans le post-rock ; cependant, cela ne signifie pas nécessairement qu'aucune voix ne soit utilisée.